# Brújula fluxgate

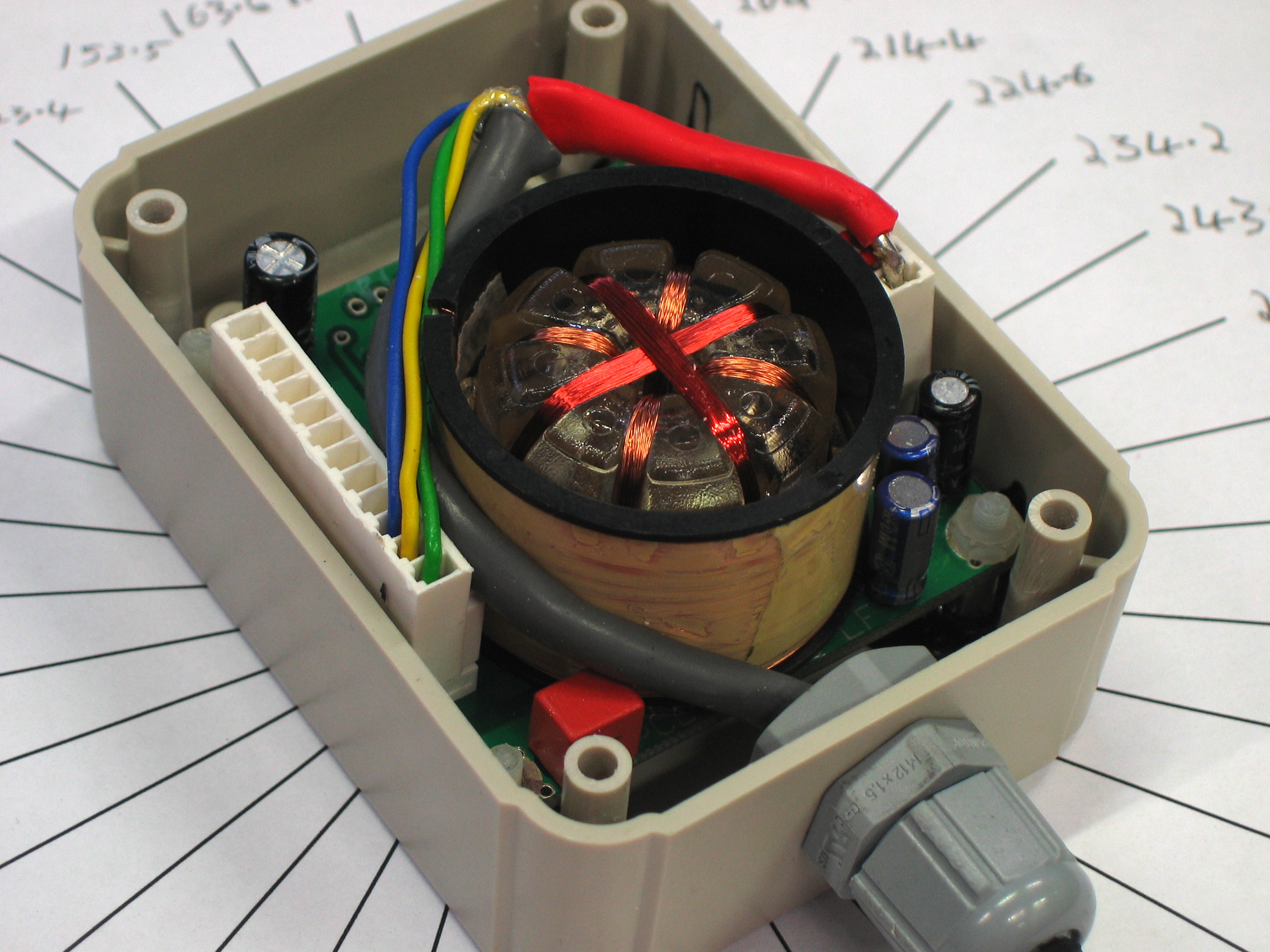
Un inclinómetro/brújula fluxgate

La brújula fluxgate básica es un dispositivo electromagnético simple que emplea dos o más pequeñas bobinas de alambre alrededor de un núcleo de material magnético altamente permeable, para detectar directamente la dirección de la componente horizontal del campo magnético de la Tierra. Las ventajas de este mecanismo sobre una brújula magnética son que la lectura es en formato electrónico y puede digitalizarse y transmitirse fácilmente, visualizarse de forma remota y utilizarse mediante un piloto automático electrónico para corregir el rumbo.

## Características

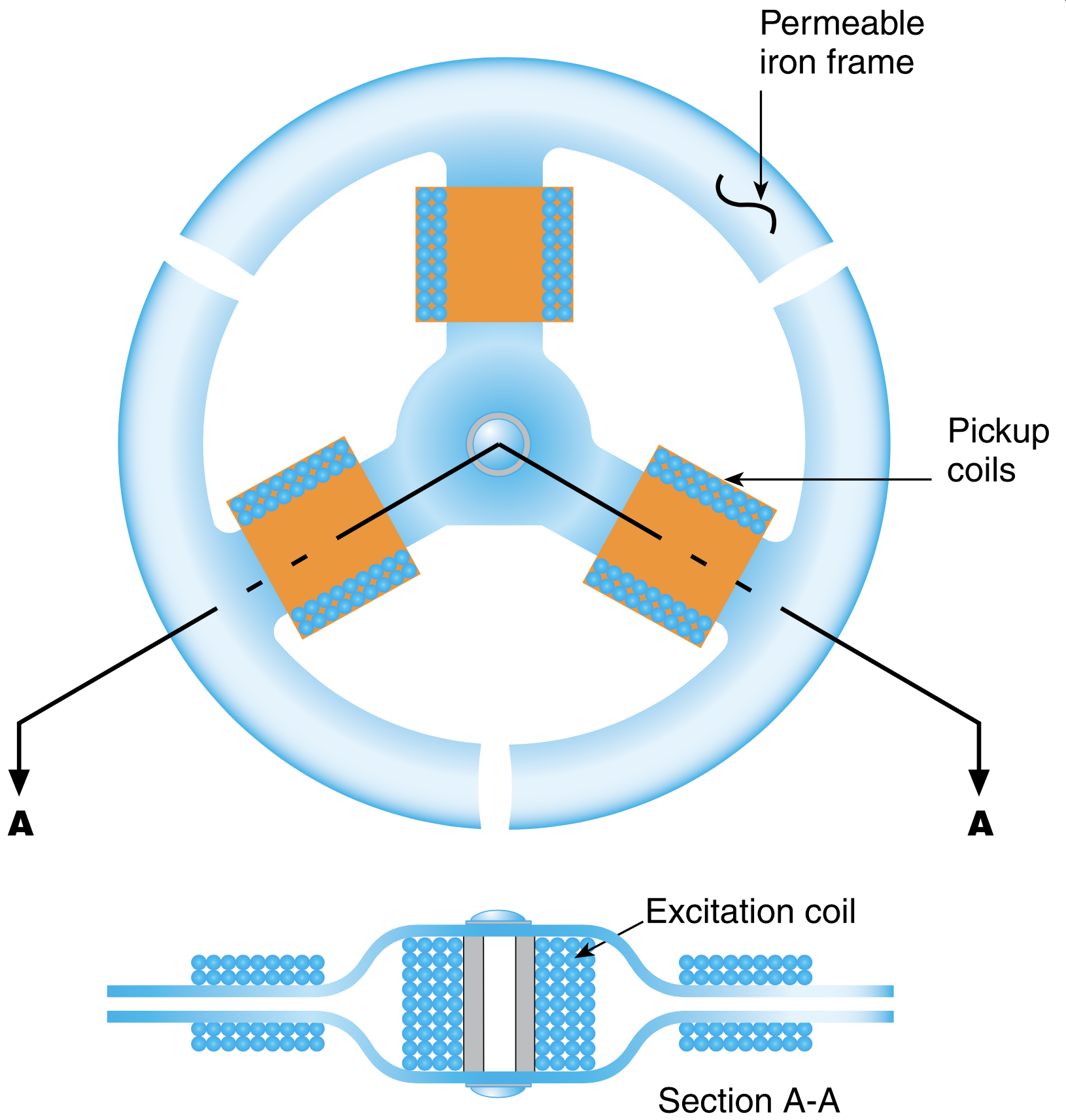
Válvula de flujo de un tipo de brújula fluxgate utilizada en aviones.

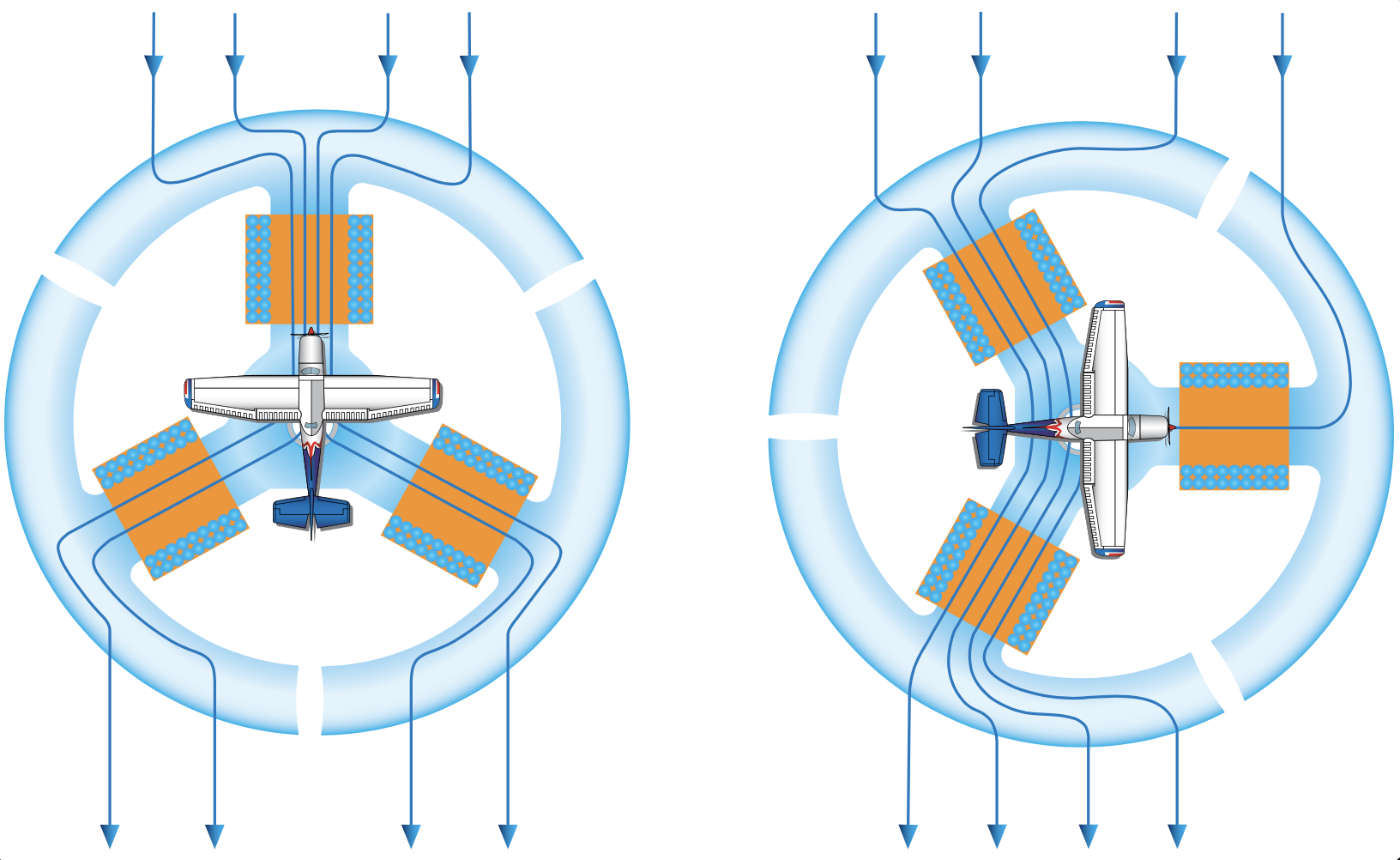
La corriente en cada una de las tres bobinas captadoras cambia con el rumbo del avión.

Para evitar imprecisiones creadas por el componente vertical del campo, la matriz fluxgate debe mantenerse lo más plana posible montándola sobre cardanes o utilizando un sistema de suspensión de fluido. De todos modos, los errores de inercia son inevitables cuando el barco gira bruscamente o es sacudido por un mar embravecido. Para garantizar lecturas direccionales que sean adecuadamente estables, las brújulas marinas fluxgate siempre incorporan amortiguación líquida o electrónica. Una alternativa es utilizar un magnetómetro fluxgate de 3 ejes para proporcionar un vector de flujo 3D, con el rumbo magnético derivado del flujo en un plano perpendicular a la gravedad, proporcionando así inmunidad contra el cabeceo y el balanceo.

## Fluxgate y girocompás
La brújula Fluxgate y el girocompás se complementan muy bien. El fluxgate proporciona una referencia direccional que es estable a largo plazo, aparte de las perturbaciones magnéticas cambiantes, y el girocompás es preciso a corto plazo, incluso contra los efectos de aceleración y escora. En latitudes altas, donde el campo magnético de la Tierra desciende hacia los polos magnéticos, los datos del giroscopio se pueden utilizar para corregir errores de rumbo inducidos por el balanceo en la salida del fluxgate. También se puede utilizar para corregir los errores inducidos por balanceo y escora que a menudo afectan a las brújulas Fluxgate instaladas en embarcaciones de acero. El magnetómetro fluxgate fue inventado por el físico alemán Friedrich Förster en 1937,  la brújula fluxgate fue inventada por la División Eclipse-Pioneer de Bendix en 1943.